# Realidad virtual en la educación primaria
La realidad virtual es una aplicación informática que permite a los usuarios la experiencia inmersiva, simulaciones tridimensionales visuales y de audio. Podemos definir La Realidad Virtual como simulación tridimensional dinámica en la que el usuario se siente introducido en un ambiente artificial que percibe como real con base en estímulos a los órganos sensoriales. Esta inmersión en el mundo 3D,la interacción con objetos virtuales y la participación en la exploración del entorno virtual, son aspectos que hacen que la RV sea aplicable en educación primaria para mejorar el aprendizaje, aumentar el compromiso y crear nuevas oportunidades para hacer frente a las preferencias de aprendizaje.

## Educación
La realidad virtual (RV) permite a los estudiantes utilizar dispositivos como cascos y controladores hápticos para sumergirse en entornos tridimensionales que simulan experiencias del mundo real o abstracto. La RV ofrece una experiencia de aprendizaje altamente inmersiva que permite a los estudiantes “tocar” y “ver” cosas como si estuvieran presentes físicamente. Los entornos virtuales también permiten a los estudiantes realizar experimentos y prácticas en un entorno seguro y controlado. Por ejemplo, los estudiantes de ciencias pueden explorar fenómenos naturales o ejecutar simulaciones de laboratorio sin riesgo a daño o contaminación. Adicionalmente, la RV puede proveer a los estudiantes con experiencias educativas que de otra manera serían inaccesibles debido a limitaciones geográficas o de recursos. La RV también puede fortalecer la colaboración entre estudiantes, al permitir que éstos trabajen juntos en entornos virtuales compartidos.

### Aumentando la Realidad
Proporcionar a los niños como una forma de sumergirse en un contexto o situación puede aumentar su comprensión y proporcionan una nueva perspectiva. En un estudio, Antonietti et al. (2000) que dar a los niños una detallada visita virtual de una pintura y permitirles examinar todos los aspectos de la pintura ayuda con su descripción y la interpretación de la pintura en comparación con un grupo control que estudió la pintura sin el uso de VR.
La realidad virtual en la educación ofrece una amplia gama de beneficios y oportunidades para mejorar la experiencia de aprendizaje. Por ejemplo, los estudiantes pueden explorar lugares lejanos, como el fondo del océano o Marte, sin tener que salir del aula. Esto amplía significativamente las oportunidades de aprendizaje y enriquece la experiencia educativa. Esto puede aumentar su compromiso con el proceso de aprendizaje y mejorar su retención de conocimientos a largo plazo.
La realidad virtual (RV) ofrece la oportunidad de ir más allá del "enfoque de aprendizaje único para todos" para ofrecer "aprendizaje basado en el ritmo del estudiante" al crear experiencias de aprendizaje personalizadas y adaptativas en entornos educacionales basados en RV. Con este enfoque, los estudiantes pueden avanzar a su propio ritmo a través de diferentes actividades y módulos en un curso en línea basado en RV. Por ejemplo, los estudiantes pueden navegar al contenido adicional, sin salir del entorno. El refuerzo también se puede integrar sin problemas en el entorno de RV. ¿Aprender sobre equilibrio químico? Un estudiante puede ser transportado a un laboratorio virtual para mezclar compuestos y ver cómo cambia un líquido de color. ¿Desea ver un video educativo sobre un concepto específico o conversarlo en vivo? Cualquiera de estas actividades puede ser fácilmente parte de la cubierta del mismo libro, dentro del entorno de RV. Este enfoque es aún más significativo para los estudiantes que luchan con el ritmo de las actividades en un curso en línea o en un curso presencial.
Según afirma García Ruíz (1998), a partir de los experimentos llevados a cabo por Sherman y Judkins (1994) en la Universidad de Washington se puede llegar a la conclusión de que con esta tecnología los estudiantes "pueden aprender de manera más rápida y asimilar información de una manera más consistente que por medio del uso de herramientas de enseñanza tradicionales (pizarra, libros, etc.), ya que utilizan casi todos sus sentidos. Los estudiantes no sólo pueden leer textos y ver imágenes dentro de un casco de Realidad Virtual, sino que además pueden escuchar narraciones, efectos de sonido y música relacionados con el tema que están aprendiendo. Por medio del uso de los guantes de datos, los estudiantes pueden "sentir" la textura, dimensiones e inclusive la temperatura de objetos virtuales que existen dentro del mundo virtual".
En el caso de las aulas, éstas son un medio interactivo que permite a los estudiantes la inmersión en el ambiente de una clase simulada cuando vayan a realizar un curso de enseñanza asistida por ordenador. Algunos defensores de este tipo de recurso educativo llegan a afirmar, en su favor, que "donde la era de la televisión ha producido gente pasiva, estudiantes desocupados con índices cortos de atención, el ciberespacio puede ser capaz de cautivarlos y fomentar el involucramiento activo en su propia educación" (Jones, 1995). La existencia de laboratorios virtuales está favoreciendo esta participación activa, mediante la experimentación de fenómenos físicos y químicos, ya que los estudiantes pueden interactuar con los experimentos, incrementando así su interés. Los Laboratorios Virtuales son una estrategia didáctica que favorecen el perfil de egreso de la EMS, siempre y cuando estén liderados por una figura docente competente en el área de las TIC, que lleve a los estudiantes por un camino de aprendizaje de las ciencias o de cualquier otra área disciplinar con metas claras y definidas, así como con una metodología de implementación pertinentes y estructurada de forma sistemática.

### Realidad virtual aplicada al contexto de la educación brasileña
La imperativa necesidad de aplicar estrategias diferenciadas en los procesos de enseñanza y aprendizaje se revela al examinar la estructura fundamental de la educación nacional en Brasil. Según la Ley de Directrices y Bases, la educación integral es consagrada como un derecho social y fundamental, con el propósito de forjar el perfil del ciudadano y fomentar la apreciación del trabajo. Los extensos procesos educativos subrayan la importancia de proporcionar oportunidades para la integración entre elementos como la cultura, la sociedad, la familia y la escuela, enfatizando el papel crucial de la enseñanza de habilidades y competencias que abarcan tanto la preparación laboral como su aplicación en la sociedad.
En esta línea de pensamiento, la contemplación de un entorno simulado emerge como un nuevo enfoque que diversifica el arsenal de herramientas de evaluación en diversos tipos de cursos. Se abren perspectivas para la observación de objetivos dinámicos y planes de enseñanza que pueden armonizarse con acciones conjuntas entre los educadores, facilitando la creación de un instrumento de evaluación viable en un entorno caracterizado por la realidad virtual.
A pesar de que se han realizado implementaciones de realidad virtual, su adopción no se ha consolidado de manera amplia, independientemente del sector en el que se aplique. En este contexto, el propósito principal de la integración de la realidad virtual es promover la comprensión, ya sea mediante la inmersión en una historia envolvente, la comprensión de conceptos abstractos o la práctica de habilidades concretas. La participación en experiencias que emplean sensores interactivos para simular y captar las sensaciones humanas, o mediante recursos que aumentan la motivación a través de la inmersión, resulta en un incremento en la comprensión durante el proceso de aprendizaje.

### Viajes de campo virtuales
Otras aplicaciones dentro de un entorno de educación general incluyen programas de viajes de campo Virtual como expediciones de Neopard y Google Expeditions. En viajes de campo virtuales, los estudiantes visitan lugares reales o simulaciones educativas experimentar diferentes lecciones. Por ejemplo, Google Expeditions permite a los estudiantes a hacer un viaje de campo compartido utilizando la tecnología de auriculares teléfono inteligente bajo el control de la aplicación de un maestro. De  ofrece planes de lecciones en todos los temas base para grados de primaria y se ha demostrado para aumentar la participación de los estudiantes en clases.
Dichos viajes virtuales no solo amplían el alcance de la educación más allá de las barreras y limitaciones geográficas, sino que además fomentan elementos como la curiosidad, el compromiso con el aprendizaje y la creatividad. Mediante esta tecnología se les permite a los estudiantes experimentar de primera mano conceptos abstractos o visitar lugares inaccesibles de otra manera, pudiendo desarrollar una comprensión más profunda y significativa de temas diversos. 

### Aprendizaje individualizado
Aunque puede utilizarse de forma cooperativa, aprendizaje ha demostrado ser especialmente eficaz cuando VR es utilizada para el aprendizaje independiente. Merchant et alii (2014), encontró que "los estudiantes obtienen mejores resultados cuando trabajaban individualmente en lugar conjuntamente al aprender a través de entornos de aprendizaje colaborativo basados en la Realidad Virtual". Algunos usos de la RV proporcionan oportunidades de estudio independientes cuando combinado por proyectos de lección individuales.
La realidad virtual ofrece una variedad de formas en las que puede ser utilizada en el aprendizaje para mejorar la experiencia educativa. Por ejemplo, los estudiantes de medicina pueden realizar simulaciones de cirugía, los aspirantes a pilotos pueden practicar vuelos y los estudiantes de ingeniería pueden diseñar y probar prototipos en un entorno virtual. Por ejemplo, los estudiantes pueden explorar la estructura molecular de los compuestos químicos o viajar a través del tiempo y el espacio para comprender eventos históricos. Los educadores pueden crear entornos virtuales personalizados que se ajusten al nivel de habilidad y estilo de aprendizaje de cada estudiante.
En cuanto a la reducción del alumnado en las aulas y el apoyo individualizado, la RV ofrece una magnífica solución escalable y rentable. Mediante el uso de aulas virtuales, se tiene la posibilidad de crear un entorno educativo donde los estudiantes tengan la posibilidad de recibir atención individualizada, y unas tutorías sin las limitaciones físicas de las aulas tradicionales. Una de las ventajas es que con la aplicación de este proceso el aprendizaje, se da de forma autónoma y permite a los estudiantes acceder a recursos educativos a través de internet, esto permite atender a las necesidades de aquellos estudiantes cuyos recursos económicos sean inferiores al resto de personas, y proporcionarles el apoyo que necesitan para alcanzar su máximo potencial académico.

### ¿Cuándo utilizar RV como recurso?
La Realidad Virtual (RV), al igual que cualquier otro instrumento didáctico, no exhibe universalidad en su eficacia en todas las circunstancias pedagógicas, aludiendo al hecho de que aprender a escribir en una tableta puede no ser tan eficaz como hacerlo en papel, a pesar de que la primera represente una Tecnología de la Información y la Comunicación (TIC). Por consiguiente, es imperativo discernir el momento y la manera óptimos para emplear la RV con el fin de alcanzar resultados académicos superiores.
Pantelidis (1999) presenta una serie de criterios orientadores para determinar la aplicabilidad pedagógica y recreativa de una experiencia. A continuación, se expone la lista:
Utilización pertinente en casos donde:
- La simulación resulte apropiada.
- La instrucción o formación en un entorno real conlleve:
  - Riesgos potenciales, tales como situaciones donde tanto el aprendiz como el instructor podrían estar expuestos a peligros.
  - Limitaciones intrínsecas, por ejemplo, cuando la situación real imposibilita la experimentación (como en la exploración del cuerpo humano en Marte o en el estudio del movimiento molecular).
  - Inconvenientes éticos o morales asociados, como en el caso de la clonación humana, o desafíos económicos.
- Se prevean errores de envergadura por parte del alumno o aprendiz en un contexto real, los cuales podrían ser:
  - De carácter devastador y/o desmoralizador para el estudiante.
  - Dañinos para el entorno.
  - Causantes de averías en el equipo.
  - Costosos.
  - La representación del entorno en cuestión resulte tan eficaz como la situación real.
- La interacción con el modelo sea igual o más estimulante que la interacción con la realidad misma, tal como ocurre en un formato lúdico.
- La planificación de una clase atractiva implique desafíos logísticos, económicos o de desplazamiento.
- Se aspire a generar experiencias compartidas dentro de un grupo.
- Se busque establecer un entorno simulado para cumplir con los objetivos de aprendizaje.
- Sea necesario hacer perceptible lo imperceptible, por ejemplo, mediante el uso y la manipulación de figuras sólidas para ilustrar colisiones.
- Se busque desarrollar entornos participativos y de actividades que solo puedan ser generados mediante computadora.
- Sea esencial incrementar el interés y la diversión en el proceso de aprendizaje, como por ejemplo, cuando se trabaja con contenido monótono o con estudiantes con dificultades de atención.
- Se requiera brindar a personas discapacitadas la oportunidad de realizar experimentos y actividades que de otro modo les serían inaccesibles.

No se debe emplear cuando:
- Exista otro método más efectivo para la enseñanza/aprendizaje de la situación real.
- La interacción con individuos reales resulte imprescindible.
- El entorno virtual pueda ser físicamente perjudicial.
- El entorno virtual pueda ser emocionalmente perjudicial.
- Exista la posibilidad de que el entorno virtual propicie un síndrome de "literalización", donde el usuario pueda confundir el modelo con la realidad.[16]

## Don de gentes y colaboración
La Realidad Virtual (RV) también tiene empleos dentro de la enseñanza primaria para el desarrollo social-emocional.

### Colaboración
RV tiene usos para el desarrollo de don de gentes y la cooperación multiusuaria. RV puede proporcionar oportunidades a estudiantes para colaborar en simulaciones cooperativas, y ha quedado demostrado su eficacia para ayudar a estudiantes con dificultad de relacionarse en sus interacciones de grupo. Un estudio encontró la colaboración RV basada creando " la colaboración superior y la interacción en el desarrollo de resultados, comparado con otras situaciones donde las estructuras de grupo fueron usadas. "

### Autismo
Las simulaciones RV han sido utilizadas para ayudar a niños con autismo proporcionándoles un mundo virtual, un entorno seguro y controlado, en el cual pueden aprender a manejar verdaderos argumentos de vida. La RV aplicada a personas con autismo ha mostrado potencial en el ámbito educativo, especialmente a través de la realidad aumentada ejecutada mediante videojuegos ofreciendo un ambiente que se adapta a las necesidades específicas de las personas con autismo. Los entornos virtuales pueden proporcionar una experiencia inmersiva que puede ayudar a los niños con TEA a comprender situaciones complejas y señas no verbales.
La Realidad virtual ha mostrado múltiples beneficios respecto al autismo:
1. La RV proporciona un entorno tanto controlado como seguro que permite practicar interacciones sociales, lo cual ayuda a individuos con autismo a desarrollar habilidades de comunicación. [18]
2. Un estudio demostró que la RV puede tener grandes beneficios para mejorar las habilidades de reconocimiento facial en niños con autismo. [19]
3. La realidad aumentada aplicada a los videojuegos ofrece un ambiente que se adapta a las necesidades específicas de los individuos con autismo, logrando proporcionar una herramienta efectiva para el aprendizaje. [20]

Estos puntos demuestran cómo la RV es una herramienta poderosa que pueden mejorar en gran medida la calidad de vida, las habilidades sociales y el aprendizaje de los niños con autismo, ofreciendo un enfoque tanto innovador como efectivo para su educación y desarrollo.

## Aplicaciones de Realidad Virtual para educación primaria
Lista de Aplicaciones:
- Realidad Virtual En La Educación - Cómo Llevarla Al Aula
- Aplicaciones de Realidad Virtual En La Educación y Capacitación - Qué Aplicaciones Hay En Educación
- http://www.borrowedlightvr.com/ (enlace roto disponible en Internet Archive; véase el historial, la primera versión y la última).
- «Educación 3.0 y Samsung» (enlace roto disponible en este archivo).